# بخش میدک
بخش میدک (به انگلیسی: Medak district) یک بخش در هند است که در آندرا پرادش واقع شده‌است. بخش میدک ۷۶۷٬۴۲۸ نفر جمعیت دارد.